# 日本 (アルバム)
『日本』（にほん／にっぽん）は、チューリップの通算6枚目のアルバム。1975年12月1日発売。

## 解説
前作からのロックバンドとしての方向性に沿いつつ、当時の日本の情景に様々な物語を絡めた楽曲をまとめ上げた作品になっている。
なお、これまでのアルバム全てに編曲として参加していた青木望が外れ、今作では山木幸三郎が編曲を1曲のみ担当している。
ジャケットには、日の丸を意識した料理（白い皿に梅干しが乗っている）に西洋風にナイフとフォークが添えられており、当時の日本に対するメッセージとも受け取れるものである。裏ジャケットには上段にマグショット風のメンバーの写真と指紋、下段に手書きの数字と共に、曲目と、関連するイラストが載せられている。
アルバム発売当時、チューリップはデビュー以来初となる本格的な全国ツアー「’75 全国縦&横断ツアー Live act TULIP」を行っており、12月23日・24日の最終公演では、アルバムになぞらえて国旗が配られた。

## 収録曲
SIDE A
1. せめて最終電車まで
  - 作詞／作曲：財津和夫　編曲：チューリップ　ボーカル：財津和夫
  - 踏切の鐘の音と電車が通り過ぎるSEから始まる楽曲で、作詞者こそ違えど初期の作品『電車』と雰囲気が似た作品である。
2. ぼくのお話
  - 作詞／作曲：財津和夫　編曲：チューリップ　ボーカル：財津和夫
  - 街中の様々な物の目線で描かれた楽曲である。
3. 木馬
  - 作詞：安部俊幸／作曲：姫野達也　編曲：チューリップ　ボーカル：姫野達也・財津和夫
  - 木馬を擬人化することで、メルヘンな世界観を描きつつ、生きることの難しさを歌った楽曲。
  - 財津と姫野のボーカルが所々入れ替わるが、ライブによって担当パートが違うことがあった。
4. タイピスト
  - 作詞：上田雅利／作曲：吉田彰　編曲：チューリップ　ボーカル：上田雅利
  - 夢をあきらめたタイピストの悲哀を描いた楽曲。
5. あいつのどこがいいんだ
  - 作詞／作曲：財津和夫　編曲：チューリップ　ボーカル：財津和夫
  - 好きな女性が知人と交際していることへの恨み節を歌った楽曲。
  - 歌詞の内容から、発表当時は人気がなかった。
6. あのバスを停めて!
  - 作詞：安部俊幸／作曲：姫野達也　編曲：チューリップ　ボーカル：財津和夫
  - アルバムでは財津と姫野のユニゾンだが、ライブでは長年財津が一人でボーカルをとっていた。これは、姫野が終始演奏するリズミカルなピアノも担当しているからだと思われる（テレビのライブ映像で確認できる）。
  - 2014年から行われた財津と姫野のジョイントツアー以降、サポートメンバーにピアノを担当させることで、チューリップで演奏される際もユニゾンによる歌唱になった。
  - イントロの制作時は、和音の出るシンセサイザーがなく苦労したとのことで、ライブではシンセサイザーのパートを、安部がギターで担当していた。

SIDE B
1. あこがれ、花の東京
  - 作詞／作曲：財津和夫　編曲：チューリップ　ボーカル：財津和夫
  - しばしばライブでも演奏された楽曲。
  - 歌詞の内容からか、タクシー運転手からクレームが来るとのことで、ラジオではあまり放送されなかった。
2. 届かぬ夢
  - 作詞／作曲：財津和夫　編曲：チューリップ　ボーカル：財津和夫
  - 2番の序盤で、ピアノで演奏ミスをしているが、そのまま収録されている。
  - 2004年に財津のソロアルバム『サボテンの花 〜grown up〜』でセルフカバーされた。
3. 都会
  - 作詞／作曲：財津和夫　編曲：チューリップ　ボーカル：財津和夫
  - 高音の酷使度合でトップクラスの楽曲。
4. そんなとき君がいれば
  - 作詞／作曲：財津和夫　編曲：チューリップ・山木幸三郎　ボーカル：財津和夫
  - ボーカルと楽器パートの両方にラジオボイスのようなエフェクトがかけられている楽曲。
5. 甲子園
  - 作詞：財津和夫
  - 作曲：財津和夫、姫野達也、安部俊幸、吉田彰、上田雅利
  - 編曲：チューリップ　ボーカル：財津和夫、姫野達也、吉田彰、上田雅利、安部俊幸
  - メンバー全員が作曲を担当した組曲で、10分を超える大作である。歓声のサウンドエフェクトで始まり、甲子園に初出場した高校生の悲劇が描かれる。
  - ボーカルはメンバーが交代で担当しており、コーラスを含めればメンバー全員が参加している。
  - 組曲で生演奏をするには難度が高めではあるが、当時はライブでもフルで演奏されていた。
  - 財津は40周年のラジオ特番の際にライブ演奏はなかったと発言し、安部やリスナーから訂正されていた。
  - 曲の最後にはアルバムを締めくくる形で『君が代』（オーケストラ、ボーカルはなし）が収録されている。

## クレジット
SHOO KUSANO – SHINKO PRODUCTIONS
ALL SONGS ARRANGED AND PERFORMED BY TULIP
except B-4 HORNS ARRANGED BY KOZABUROH YAMAKI
ART DIRECTION – TAKUYA OHNO
COVER DESIGN – ORBIS
PHOTOGRAPHY – KENJI TAGUCHI
SUPERVISION – SHIRO NISHIDA
MANAGEMENT – MASAYUKI SEO
ENGINEER – TAKESHI ITOH
ASSISTANT – KENICHI KAWAMURA, MASAKAZU KAWAMURA
RECORDED AT TOSHIBA.EMI STUDIOS
PRODUCED BY KAZUNAGA NITTA